# Ulbrichts
Die Ulbrichts GmbH (ehem. Ulbrichts Witwe GmbH) ist ein kunststoff- und metallverarbeitendes Unternehmen mit Sitz im oberösterreichischen Schwanenstadt. Das Familienunternehmen produziert und vertreibt Embleme und Schriftzüge für die Automobilindustrie sowie VPAM-4 - und VPAM-6 Schutzhelm aus Titan-Aramid (Hybrid) für Polizei und Militär.

## Geschichte

### Vorgeschichte
Um 1682 betrieben die vier Söhne des Melchior Aßmann im westfälischen Lüdenscheid eine Drahtschmiede. Aus der heraus begann im Jahr 1794 sein Enkel Leopold Wilhelm I Aßmann (1743–1803)  eine Messings-Schnallenfabrique. Nach seinem Tod übernahm zunächst sein Sohn aus erster Ehe Friedrich Leopold Wilhelm II Aßmann, bis der Betrieb nach dessen Tod 1824 auf den Stiefbruder aus zweiter Ehe mit Anna Elisabeth Krägloh, Friedrich Wilhelm Aßmann (1800–1877) überging. Dieser firmierte das Unternehmen um in Metallpräge-Manufaktur F. W. Assmann & Söhne und produzierte dort Knöpfe für die Bekleidungsindustrie, Später kamen Orden für das Militär hinzu. Die Herstellerkennung war A. 1862 trat sein Sohn Peter Wilhelm Julius I Assmann (1836–1914), nach abgeschlossenem Jurastudium als, Gesellschafter mit in das Unternehmen ein. Die restlichen Geschäftsanteile gingen spätestens mit dem Tod des Vaters 1877 an seinen Bruder Friedrich Leopold (1826–1883).
Ab 1889 zog sich Wilhelm Julius I aus der Leitung des Unternehmens zurück und übergab die Geschäftsführung an seinen ältesten Sohn Friedrich Julius Eugen Aßmann (1865–1926). 1890 erwarb er die Hamburger Fahnenfabrik C.G. Ulrich Nachf. Das 1680 gegründete Unternehmen galt als die älteste deutsche Werkstätte für Kirchenkunst. Die Leitung übergab er an seinen Sohn Friedrich Wilhelm Julius Aßmann II (1869–1942), der zuvor im elterlichen Betrieb in Lüdenscheid tätig war. Bis 1893 gründete er für seinen dritten Sohn Felix die Firma Felix Otto Assmann für meteorologische Apparate und initiierte die Zusammenführung der Lüdenscheider Uniformknopffabrikanten zu einem Kartell, aus dem 1919 der Verband der Uniformknopffabrikanten entstand. 1894 wurde die Fahnenfabrik C.G. Ulrich Nachf. in F.W. Jul. Assmann umbenannt und aufgrund einer Cholera-Epidemie von Hamburg nach Lüdenscheid verlegt. Es folgte im Jahr 1900 die Eröffnung einer Zweigniederlassung in Berlin als kaiserlicher Hoflieferant. Nach dem Tod von Julius Aßmann I im Jahr 1914 wurde die Firma Felix Otto Assmann von ihrem gleichnamigen Alleinerben aufgegeben. Die anderen beiden Unternehmen verbleiben jeweils bei einem der älteren Söhne sowie seinem Vetter Caspar Friedrich Leopold (Fritz) Aßmann (1863–1922). Das Unternehmen firmierte zu dieser Zeit unter: F. W. Assmann u. Söhne, Fabrik für Knöpfe und Militäreffecten, Inhaber Fritz und Eugen Aßmann, Gartenstr. 11 in Lüdenscheid. Mit dem Tod von Fritz 1922 und Eugen 1926 ging F. W. Assmann & Söhne auf Hans Aßmann (1900–1994), dem Sohn von Fritz Aßmann, über.

### Gründung
Nach dem Tod von Friedrich Arlt übernahm 1859 Heinrich Ulbricht (1822–1869) dessen 1812 gegründeten Betrieb am Stefansplatz 628 in Wien. Das Unternehmen firmierte fortan unter H. Ulbricht & A. Kunis Silberplatierwaren und Metallknopffabrik Nachfolger von Friedrich Arlt & Co. und produzierte Metallknöpfe for allem für Uniformen.
Wie urkundlich überliefert ist, erhielt Heinrich Ulbricht im April 1869 einen Auftrag vom Wiener Gemeinderat für die Lieferung von Knöpfen für die Uniformen der Feuerwehr und der Gemeindebediensteten, starb aber noch im August des gleichen Jahres. In Folge führte seine Frau Eleonora Ulbricht das Geschäft fort und änderte den Eintrag im Handelsregister. Das Unternehmen firmierte in den Folgejahren unter dem Namen Heinrich Ulbrichts Witwe mit der Anschrift Rennweg 84 in Wien und produzierte neben Knöpfen auch international Orden, wie beispielsweise das Marianerkreuz.
1871 wurde der Ausstattungsauftrag des Wiener Gemeinderates von 1869 nochmal verlängert und bestand zumindest noch bis 1877. Ab dieser Zeit verliert sich aber die Spur des Unternehmens in Wien.

### Arisierung
Mit der Aufrüstung im Rahmen der nationalsozialistischen Machtergreifung 1933 trat der Diplomingenieur Hans Aßmann als Offizier in die Wehrmacht ein und produzierte in seinem Betrieb in Lüdenscheid für diese sowie für die NSDAP und Waffen-SS Ausrüstungsgegenstände wie Knöpfe, Abzeichen und Koppeln. Nach dem Anschluss Österreichs im Jahr 1938 übernahm er im Rahmen einer Arisierung als Major a. D. die Mehrheit der Gesellschaftsanteile bei der Heinrich Ulbricht's Witwe GmbH in Kaufing bei Schwanenstadt und baute den Betrieb zwischen 1938 und 1940 aus. Mit Beginn des Zweiten Weltkriegs wurde das Unternehmen Rüstungsbetrieb und fertigte mit 402 Beschäftigten unter anderem auch Munition. Im nahegelegenen Schloss Mitterberg wurden dazu Fremdarbeiter für das Unternehmen untergebracht. Nach Kriegsende stand das sich in der amerikanischen Besatzungszone befindliche Unternehmen ab 1945 unter staatlicher Verwaltung.
In Deutschland wandte sich im Rahmen der Gründung der Bundeswehr zum 5. Mai 1955 der Geschäftsführer des Fachverbandes Metallkurzwaren, Benno Keulen, mit einem Vorschlag an die Beschaffungsstelle in Koblenz um bei der Entwicklung und Vergabe des Auftrags für Uniformknöpfe alle Verbandsunternehmen einzubinden. Obwohl sich die Referenten mit seinem Vorschlag einverstanden erklärten, beauftragten sie dennoch nur die Firma F. W. Aßmann & Söhne in Lüdenscheid mit der Entwicklung der Uniformknöpfe für Heer, Luftwaffe und Marine. Dies führte zu Kritik beim Verband, den übrigen Fabrikanten sowie den Medien, die als Grund die alten Beziehungen von Aßmann vermuteten. 1956 erwarb Hans Aßmann abermals die Mehrheit der Gesellschaftsanteile bei der Heinrich Ulbrichts Witwe GmbH für zwei Millionen Schilling, um elektrotechnisches Installationsmaterial zu produzieren. Kurze Zeit später wurde die Produktion um Stahlhelme erweitert.

### Waffenproduktion
1959 vergab der österreichische Verteidigungsminister Ferdinand Graf einen Produktionsauftrag über sogenannte Leitner-Aßmann-Handgranaten für das Bundesheer an die Heinrich Ulbrichts Witwe GmbH, was in Folge zu Ermittlungen der Wiener Staatsanwaltschaft führte. Mediale Aufmerksamkeit erregte wenig später auch der Verkauf von zwei Millionen dieser Handgranaten an die Bundeswehr, in dem einige einen Verstoß gegen den Österreichischen Staatsvertrag mit den alliierten Besatzungsmächten von 1955 sahen.
1964 erwarb Hans Assmann auf Initiative seines Sohnes Friedrich Willhelm Assmann Schloss Mitterberg. Beim Versuch der Sanierung stürzten weite Teile des Gebäudes ein und wurde in Folge bis auf die Kapelle bis 1969 ganz abgerissen.
Laut Unterlagen des österreichischen Außenministerium sollen von der Firma H. Ulbrichts Witwe zwischen 1969 und 1971 Maschinen und Werkzeuge für die Herstellung von Handgranaten an die pakistanische Firma Akhtar & Hoffmann geliefert worden sein.
1984 gründete die H. Ulbrichts Witwe mit der Armaturen GesmbH (Arges) eine Tochtergesellschaft zur Produktion von Granaten.
Mediale Aufmerksamkeit bekam das Unternehmen erneut, als bekannt wurde, das bei dem Terroranschlag auf das indische Parlament am 13. Dezember 2001 Handgranaten mit einem Logo der Arges zum Einsatz kamen.

### Neuausrichtung
Im Jahr 2000 erwarb der Diplomingenieur Georg Scharpenack das Unternehmen von seinem Großvater Friedrich Willhelm Assmann und trennte sich im Rahmen einer Neuausrichtung von der Rüstungssparte. Im Jahr 2005 übernahm der deutsche Rüstungskonzern Rheinmetall die Arges von Ulrichs Witwe und firmierte das Unternehmen um in Rheinmetall Waffe Munition Arges GmbH. Jahre später wurde bekannt, dass zu der Zeit das Unternehmen durch den Bundesnachrichtendienst überwacht worden war, was zu medialer Berichterstattung und politischen Kontroversen führte.
Nach der Aufgabe der Waffenproduktion konzentrierte sich das Unternehmen auf Automotive und Schutzhelme und der Name wurde in Ulbrichts Witwe geändert.
In Folge wurden für die Herstellung von Auto-Emblemen mit den eigenen Werkzeugbauern vollautomatisierte Produktionsprozesse entwickelt und von 2014 bis 2017 in Europa 11 von 13 Ausschreibungen für ballistische Schutzhelme von Ulbrichts Witwe gewonnen. Der wichtigste Markt dabei war Deutschland wo 12 der 16 Bundesländer" ihre Titanhelme beschafften, ebenso die meisten Bundesländer in Österreich.
2018 stellte das Unternehmen auf der 10. General Police Equipment Exhibition & Conference (GEPEC) in Frankfurt am Main seinen ersten VPAM-6 Titanhelm vor, der dem Beschuss aus einem AK 47 Sturmgewehr standhält.

## Unternehmen
Die Heinrich Ulbrichts Witwe GmbH ist ein Familienunternehmen und heute im Besitz von Georg Scharpenack. Es gliedert sich in die Bereiche Automotive und Protection. Im Bereich Automotive werden Embleme und Schriftzüge aus Kunststoffspritzguss für die Automobilindustrie hergestellt. Die dazu selbstentwickelten vollautomatisierten Produktionsprozesse gelten weltweit als einzigartig. Zu den bekannten Kunden zählen hier unter anderem die Firmen BMW, VW, Audi und Mercedes. Im Bereich Protection produziert und vertreibt man VPAM-4 und VPAM-6 Schutzhelme aus Titan-Aramid-Hybrid für Polizei und Militär. Das Unternehmen gilt dabei als europäischer Technologieführer.

## Historische Spuren
In Archiven und Sammlungen finden sich noch heute eine Reihe von Knöpfen, Orden, Auszeichnungen, sowie militärische Ausrüstungsgegenstände.
- Militaria von F.W. Assmann & Söhne (Herstellerkennung: A, L64 sowie M5/8, M9/1, M11/20)[28]
- Militaria von Heinrich Ulbrichts Witwe (Herstellerkennung: HUW sowie M1/148)[28]